# Ocnogyna lianea
Ocnogyna lianea är en fjärilsart som beskrevs av Thomas Joseph Witt 1980. Ocnogyna lianea ingår i släktet Ocnogyna och familjen björnspinnare. Inga underarter finns listade i Catalogue of Life.